# حزقيال خوسيه باريديس
حزقيال خوسيه باريديس (بالإسبانية: Juan José Paredes)‏ (27 نوفمبر 1984 في غواتيمالا - ) هو لاعب كرة قدم غواتيمالي في مركز حراسة المرمى. شارك مع منتخب غواتيمالا لكرة القدم. أما مع النوادي، فقد لعب مع نادي كوميونيكيشنس.

## وصلات خارجية
- حزقيال خوسيه باريديس على موقع قاعدة بيانات كرة القدم.إي يو (الإنجليزية)
- حزقيال خوسيه باريديس على موقع ناشيونال فوتبول تيمز (الإنجليزية)
- حزقيال خوسيه باريديس على موقع Soccerway.com (الإنجليزية)